# Меркіш
Ме́ркіш (нім. Märkischer Kreis) — район в Німеччині, в складі округу Арнсберг землі Північний Рейн-Вестфалія. Адміністративний центр — місто Люденшайд.

## Населення
Населення району становить 428385 осіб (2011; 432,6 тисяч в 2010).

## Географія
В географічному плані район Меркіш (нім. Märkischer Kreis) розташований у північно-західній частині гірського району Зауерланду, на південь від Рурської долини. Найвища точка, а це 683 метрів над рівнем моря, — гора Нордгелле. Головні річки району: Ленне та Генне. Більша частина району вкрита лісом, що сприяло розвитку лісової та деревообробної промисловості ще задовго до початку видобутку вугілля в Рурському басейні.

## Адміністративний поділ
Район поділяється на 3 комуни (нім. Gemeinden) та 12 міст (нім. Städte):
| №  | Комуна/ місто        | Площа, км² | Населення, осіб (2011) | Центр        |
| -- | -------------------- | ---------- | ---------------------- | ------------ |
| 1  | Гершайд              | 58,9       | 7143                   | Гершайд      |
| 2  | Нахродт-Віблінгверде | 29,0       | 6634                   | Віблінгверде |
| 3  | Шальксмюле           | 85,6       | 12304                  | Гедфельд     |
| 1  | Альтена              | 44,3       | 17996                  | Альтена      |
| 2  | Бальве               | 74,8       | 11803                  | Бальве       |
| 3  | Вердоль              | 33,4       | 18487                  | Вердоль      |
| 4  | Гальфер              | 77,4       | 16582                  | Гальфер      |
| 5  | Гемер                | 67,6       | 37920                  | Гемер        |
| 6  | Ізерлон              | 125,5      | 94536                  | Ізерлон      |
| 7  | Кірспе               | 71,6       | 17103                  | Кірспе       |
| 8  | Люденшайд            | 86,7       | 75199                  | Люденшайд    |
| 9  | Майнерцгаґен         | 115,2      | 20706                  | Майнерцгаґен |
| 10 | Менден               | 86,1       | 55096                  | Менден       |
| 11 | Ноєнраде             | 54,1       | 12057                  | Ноєнраде     |
| 12 | Плеттенберг          | 96,3       | 26132                  | Плеттенберг  |